# بحرية أوجوك

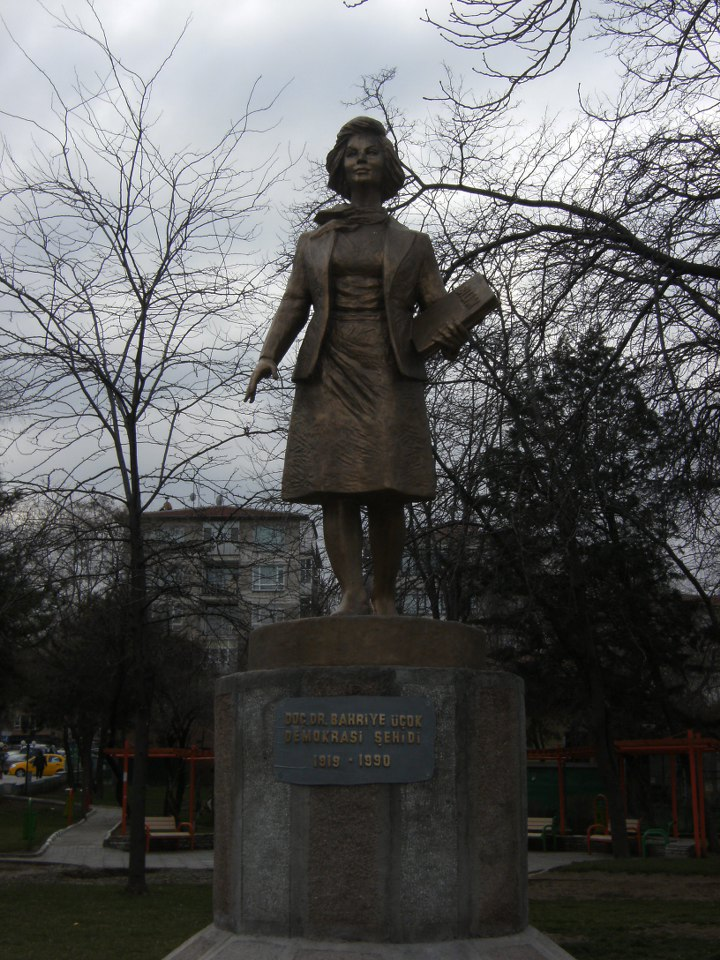
تمثال بحرية أوجوك

بحرية أوجوك (بالتركية: Bahriye Üçok) (1919 - 6 أكتوبر 1990)، ناشطة تركيّة في مجال حقوق المرأة، أكاديمية في تخصص الإلهيات، سياسية يسارية، وكاتبة عمود. اغتيلت عام 1990 وعرف قاتلها وشركاؤه الذين قبض عليهم عام 2000م وعلى رأسهم فرحان أوزمين.

## سيرتها الذاتية
ولدت بحيرة في طرابزون، أكملت تعليمها الابتدائي في أردو، ثم تخرجت من مدرسة قنديلي الثانوية للبنات في إسطنبول. تعلّمت إسلام العصور الوسطى والتاريخ التركي في قسم الفلسفة، كلية التاريخ والجغرافيا في جامعة أنقرة. في الوقت ذاته، التحقت بمعهد الدولة وأكملت تعليمها في قسم الأوبرا.
بعد 11 عاماً، عملت مدّرسة في مدرسة ثانوية في سامسون وأنقرة، التحقت عام 1953 بجامعة أنقرة كمساعدة في كلية أصول الدين. حصلت على شهادة الدكتوراة عام 1957 حيث كان عنوان أطروحتها "الحكّام الإناث في الدولة الإسلامية"، ثم أصبحت أستاذاً مشاركاً في 1965، وثم ارتقت لدرجة بروفيسور. تعتبر بحرية أول مدرّسة أنثى في هذه الجامعة. نظراً لإجادتها اللغة العربية واللغة الفارسية، فسّرت القرآن بطريقة حديثة وواقعية ومتسامحة.
عام 1971، انتخبت عضواً في مجلس الشيوخ للطوارئ، ومن هنا بدأت حياتها السياسية. عام 1977، انضمت إلى يسار الوسط في حزب الشعب الجمهوري (تركيا). بعد انقلاب 1980 في تركيا، ساهمت في تأسيس حزب الشعب وانتخبت نائباً في البرلمان التركي عن منطقة أردو عام 1983. عام 1985، تغيّر اسم الحزب إلى حزب العمل الشعبي الديمقراطي.
كانت بحرية تكتب آراءها في عمود في صحيفة جمهوريت. بعد مشاركتها في منتدى تلفزيوني، صرّحت بأن غطاء الرأس في الإسلام (الحجاب ليس واجباً. وبسبب ذلك تلقّت تهديدات من جماعة إسلامية متشددة. ثم قتلت في 6 تشرين الأول (أكتوبر) 1990 بواسطة طرد مفخخ أمام منزلها. وضع ما تبقى من رفاتها في مقبرة كارشياكا في أنقرة، ولا تزال قضية اغتيالها دون حل.

## مؤلفات
- İslâm'dan Dönenler ve İlk Yalancı Peygamber (Renegers in Islam and the First Fake Prophet) (1967) أنقرة
- İslâm Devletinde Kadın Hükümdarlar (حاكمات إناث في التاريخ الإسلامي)
- İslam Tarihi (تاريخ الإسلام)
- Islam Tarihinde Emeviler - Abbasiler (الأمويون - العباسيون في التاريخ الإسلامي)
- Atatürk'ün İzinde Bir Arpa Boyu (خطوة صغيرة على خطى أتاتورك) 270p, (1985), Cem Publishing, Istanbul ISBN 978-975-406-467-4[2]
- Aly Mazahéri, Ortaçağda Müslümanların Günlük Yaşayışları (حياة المسلمين اليومية في العصور الوسطى) (ترجمة)